# 柊柾葵
柊 柾葵（ひいらぎ まさき）は日本の成年漫画家。

## 略歴
2004年に、『クーロ君の華麗なる日常』（ショタみみLOVE vol.6）でデビュー。以後、『クーロ君シリーズ』でアンソロジーを中心に活動している。2008年2月から『幽界（かくりょ）の子シリーズ』を連載。
2014年にPlayStation Portable用ソフトとして発売、同年にアニメ化された『幕末Rock』シリーズのグッズイラスト等を担当している。
同人サークル「カフェ・アンリミテッド」を主宰している。

## 作品リスト

### 成年コミック
- 少年メイドクーロ君 〜奴隷編〜（2005年12月）ISBN 4790116018
- 少年メイドクーロ君 〜恥虐編〜（2007年7月）ISBN 4790119572
- 少年メイドクーロ君 〜女装っ子編〜（2010年9月）ISBN 4790123693
- 少年メイドクー口君 ～妊娠編～（2013年9月）ISBN 4790124339

### 一般コミック
- Phantom 〜Requiem for the Phantom〜（原作：ニトロプラス）『月刊コミックアライブ』2009年2月号より連載開始、全3巻。

### ボーイズラブコミック
- ボディーガードと危険なキス オメルタ コード：タイクーン（原案：花梨シャノアールΩ）（2015年7月）コアマガジン ドラコミックス No.421
- King sitter（2016年3月）コアマガジン ドラコミックス No.433